# Sponsor theryi
Sponsor theryi es una especie de escarabajo del género Sponsor, familia Buprestidae. Fue descrita científicamente por Lesne en 1937.

## Distribución
Habita en la región afrotropical.